# مارتین ژاک
مارتین ژاک (به انگلیسی: Martyn Jacques) بنیان‌گذار، ترانه‌سرا، آهنگ‌ساز و خوانندهٔ اصلی گروه موسیقی تایگر لیلیز است. ژاک علاوه بر آکاردئون (به عنوان ساز اصلی و اختصاصی‌اش در گروه) بر نواختن پیانو و گیتار نیز تسلط دارد.